# نهروان (کانال)

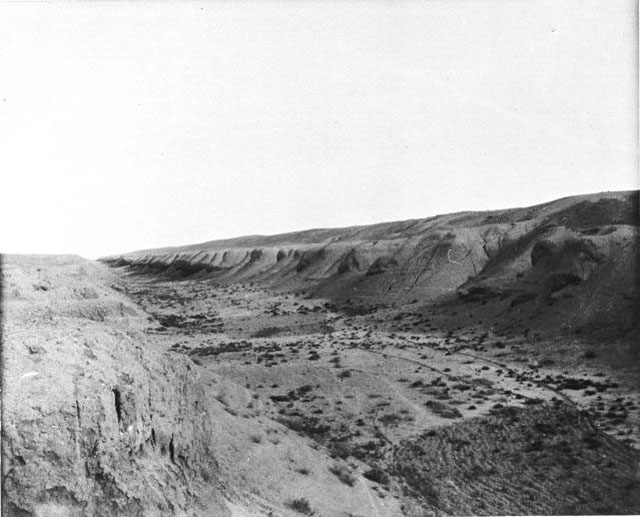
بستر خشک شده کانال آبرسانی نهروان، عکس مربوط به سال ۱۹۰۹

نهروان یک سیستم آبیاری بزرگ در دوره‌های ساسانی و اوایل خلافت اسلامی در مرکز عراق بود که در امتداد ساحل شرقی دجله و پایین‌تر از رودخانه سیروان قرار داشت. اوج فعالیتش در قرن ششم میلادی، در دوران خلافت عباسیان بود، زمانی که اصلی‌ترین منبع تأمین آب شهر بغداد بود. در نیمه قرن دهم میلادی فعالیتش رو به کاهش گذاشت و در نهایت متروکه گردید. همچنین در منابع اسلامی محل نبرد بین علی، خلیفه مسلمانان، و خوارج در سال ۳۸ هجری بوده‌است که از آن نبرد با عنوان نبرد نهروان یاد می‌شود.